# Pro Patria et Libertate Sezione Calcio 1985-1986
Questa pagina raccoglie le informazioni riguardanti la Pro Patria et Libertate nelle competizioni ufficiali della stagione 1985-1986.

## Stagione
Nella stagione 1985-1986 a Busto Arsizio viene riconfermato allenatore Roberto Melgrati, che con il presidente Bruno Fusari compie una rivoluzione nella rosa dei tigrotti che si apprestano a disputare il girone B del campionato di Serie C2. Con una Pro Patria molto rinnovata e infoltita di giovani, gli schemi imposti dal tecnico si rivelano soddisfacenti, e dopo una ovvia partenza lenta, sono arrivati buoni risultati ed un ottimo quarto posto finale con 39 punti raccolti, a soli due punti dalla promozione, sono salite in Serie C1 la Centese, prima con 42 punti ed il Mantova con 41 punti, che ha vinto lo spareggio promozione con l'Ospitaletto. Dopo avere espugnato (1-2) il Martelli di Mantova a fine marzo, il 25 maggio i bustocchi hanno piegato allo Speroni la capolista Centese (2-1), ma è stata una gioia arrivata dopo due sconfitte velenose, con la Pro Vercelli ed il Treviso, che hanno compromesso i sogni di promozione.
Nella Coppa Italia di Serie C i bustocchi disputano prima del campionato, quindi ancora in rodaggio, il girone D di qualificazione, che ha promosso ai sedicesimi della manifestazione la Virescit Bergamo.

## Rosa
| N. |                   | Ruolo | Calciatore         |
| -- | ----------------- | ----- | ------------------ |
|    | Italia (bandiera) | C     | Roberto Borroni    |
|    | Italia (bandiera) | C     | Fausto Carnio      |
|    | Italia (bandiera) | C     | Giorgio Casalino   |
|    | Italia (bandiera) |       | Corrias            |
|    | Italia (bandiera) | C     | Walter Curti       |
|    | Italia (bandiera) | P     | Fabio Ginelli      |
|    | Italia (bandiera) | C     | Marcello Grandi    |
|    | Italia (bandiera) | A     | Francesco Lapa     |
|    | Italia (bandiera) | C     | Roberto Lenarduzzi |
|    | Italia (bandiera) | C     | Emanuele Leonardi  |
|    | Italia (bandiera) | P     | Giancarlo Mariotti |

| N. |                   | Ruolo | Calciatore           |
| -- | ----------------- | ----- | -------------------- |
|    | Italia (bandiera) | C     | Alessandro Mazzola   |
|    | Italia (bandiera) |       | Merletti             |
|    | Italia (bandiera) | C     | Davide Onorini       |
|    | Italia (bandiera) | A     | Antonio Pistis       |
|    | Italia (bandiera) | D     | Vittorio Pocorobba   |
|    | Italia (bandiera) | D     | Stefano Renzi        |
|    | Italia (bandiera) |       | Rizzi                |
|    | Italia (bandiera) | D     | Felice Tufano        |
|    | Italia (bandiera) | D     | Massimiliano Tumiati |
|    | Italia (bandiera) | A     | Nicola Zagaria       |

## Risultati

### Campionato

#### Girone di andata
| Arbitro: | Boggi (Salerno) |

|                        |           |             |
| Onorini 48’ Pistis 58’ | Marcatori | 2’ Rambaudi |

| Arbitro: | Gargiulo (Napoli) |

|           |           |  |
| Villa 76’ | Marcatori |  |

| Arbitro: | Iori (Parma) |

|                                    |           |               |
| Pistis 11’ M. Grandi 46’ Curti 77’ | Marcatori | 29’ Foglietti |

| Arbitro: | Tedeschi (Bologna) |

|            |           |  |
| Capuzzo 4’ | Marcatori |  |

| Arbitro: | Mellino (Crotone) |

|           |           |  |
| Curti 82’ | Marcatori |  |

| Busto Arsizio 27 ottobre 1985 6ª giornata | Pro Patria            | 0 – 0 | Montebelluna | Stadio Carlo Speroni\| Arbitro: \| Della Rovere (Torino) \| |
| Arbitro:                                  | Della Rovere (Torino) |       |              |                                                             |

| Arbitro: | Mazzalupi (Roma) |

|               |           |              |
| Mantovani 68’ | Marcatori | 83’ Casalino |

| Arbitro: | Ciaccio (Napoli) |

|               |           |            |
| M. Grandi 70’ | Marcatori | 12’ Avanzi |

| Arbitro: | Rosati (Empoli) |

|                |           |             |
| Di Stefano 14’ | Marcatori | 23’ Onorini |

| Arbitro: | Bonazza (Monfalcone) |

|                    |           |             |
| Onorini 18’ (rig.) | Marcatori | 83’ Bocchio |

| Pieve di Soligo 1º dicembre 1985 11ª giornata | Pievigina          | 0 – 0 | Pro Patria | \| Arbitro: \| Mantovani (Genova) \| |
| Arbitro:                                      | Mantovani (Genova) |       |            |                                      |

| Arbitro: | Timpano (Roma) |

|                             |           |  |
| Franca 46’ (rig.) Sesso 88’ | Marcatori |  |

| Arbitro: | Pesce (Napoli) |

|  |           |            |
|  | Marcatori | 14’ Serami |

| Arbitro: | Arcangeli (Terni) |

|               |           |  |
| Modonutti 40’ | Marcatori |  |

| Arbitro: | Pegoretti (Trento) |

|                                     |           |  |
| Onorini 4’ (rig.) Pistis 88’ (rig.) | Marcatori |  |

| Arbitro: | Giuriola (Rovigo) |

|            |           |  |
| Cesati 19’ | Marcatori |  |

| Arbitro: | Bonci (Siena) |

|             |           |  |
| Onorini 90’ | Marcatori |  |

#### Girone di ritorno
| Arbitro: | Trinchieri (Roma) |

|               |           |                                |
| Garritano 13’ | Marcatori | 33’ (rig.) Onorini 86’ Zagaria |

| Busto Arsizio 2 febbraio 1986 19ª giornata | Pro Patria        | 0 – 0 | Leffe | Stadio Carlo Speroni\| Arbitro: \| Copercini (Parma) \| |
| Arbitro:                                   | Copercini (Parma) |       |       |                                                         |

| Ospitaletto 9 febbraio 1986 20ª giornata | Ospitaletto                    | 0 – 0 | Pro Patria | Stadio Comunale\| Arbitro: \| Benazzoli (Bassano del Grappa) \| |
| Arbitro:                                 | Benazzoli (Bassano del Grappa) |       |            |                                                                 |

| Arbitro: | Boemo (Cervignano del Friuli) |

|                      |           |  |
| Catterina 77’ (aut.) | Marcatori |  |

| Lodi 23 febbraio 1986 22ª giornata | Fanfulla            | 0 – 0 | Pro Patria | Stadio Dossenina\| Arbitro: \| Bailo (Novi Ligure) \| |
| Arbitro:                           | Bailo (Novi Ligure) |       |            |                                                       |

| Arbitro: | Melillo (Crotone) |

|                  |           |  |
| Bressan 16’, 76’ | Marcatori |  |

| Arbitro: | Taverniti (Roma) |

|                                         |           |                                       |
| Pistis 40’, 45’, 88’ Onorini 71’ (rig.) | Marcatori | 54’ (rig.) F. Speggiorin 60’ Bellotto |

| Arbitro: | Mazzetti (Firenze) |

|           |           |                       |
| Mutti 50’ | Marcatori | 65’ Onorini 80’ Curti |

| Arbitro: | Forte (Aosta) |

|                       |           |  |
| Onorini 58’ Curti 72’ | Marcatori |  |

| Arbitro: | Merlino (Torre del Greco) |

|              |           |                      |
| Sarasini 39’ | Marcatori | 5’ Curti 11’ Borroni |

| Arbitro: | Magliulo (Torre Annunziata) |

|                                                |           |             |
| Casalino 53’ Zagaria 58’ Pistis 61’ Tufano 90’ | Marcatori | 57’ Borgato |

| Arbitro: | De Angelis (Civitavecchia) |

|             |           |  |
| Zagaria 34’ | Marcatori |  |

| Novara 4 maggio 1986 30ª giornata | Novara           | 0 – 0 | Pro Patria | Stadio Comunale\| Arbitro: \| Fiorenza (Siena) \| |
| Arbitro:                          | Fiorenza (Siena) |       |            |                                                   |

| Arbitro: | Boggi (Salerno) |

|  |           |           |
|  | Marcatori | 50’ Ferla |

| Arbitro: | Ruffinengo (Savona) |

|                            |           |                    |
| Piovanelli 9’ Cavestro 78’ | Marcatori | 58’ (rig.) Onorini |

| Arbitro: | Quartuccio (Torre Annunziata) |

|                       |           |            |
| Curti 15’ Borroni 49’ | Marcatori | 82’ Cesati |

| Arbitro: | De Angelis (Civitavecchia) |

|             |           |                    |
| Ceccato 47’ | Marcatori | 55’ (rig.) Onorini |

### Coppa Italia

#### Girone D
| Legnano 21 agosto 1985 1ª giornata | Legnano           | 0 – 0 | Pro Patria | Stadio Comunale\| Arbitro: \| Schiavon (Padova) \| |
| Arbitro:                           | Schiavon (Padova) |       |            |                                                    |

| Arbitro: | Rungger (Bolzano) |

|                       |           |              |
| Lenarduzzi 77’ (rig.) | Marcatori | 46’ Benaglia |

| Arbitro: | Boemo (Cervignano del Friuli) |

|           |           |             |
| Curti 73’ | Marcatori | 83’ Signori |

| Busto Arsizio 4 settembre 1985 4ª giornata | Pro Patria      | 0 – 0 | Legnano | Stadio Carlo Speroni\| Arbitro: \| Pucci (Firenze) \| |
| Arbitro:                                   | Pucci (Firenze) |       |         |                                                       |

| Arbitro: | Tommasi (Pavia) |

|                                           |           |                       |
| Fortunato 26’ Pecorario 46’ Brambilla 88’ | Marcatori | 58’ (rig.) Lenarduzzi |

| Arbitro: | Forte (Aosta) |

|                                                  |           |  |
| Villa 15’ Gatti 17’, 48’ C. Rossi 25’ Mosele 75’ | Marcatori |  |